# Anselmo Bucci
Anselmo Bucci (Fossombrone, 25 maggio 1887 – Monza, 19 novembre 1955) è stato un pittore, incisore, scrittore e designer italiano, fra gli iniziatori del movimento artistico del Novecento nel 1922 a Milano.

## Biografia
Nasce a Fossombrone (PU) il 25 maggio 1887. Figlio secondogenito di Achille Muzio e Sestilia Chiavarelli, fratello di Giovanni, scrittore, segue la famiglia nel Veneto, a Cittadella, dove compie gli studi liceali a Venezia e inizia a dedicarsi alla pittura.
Il fratello Giovanni intuisce subito il suo talento artistico e lo appoggia materialmente e spiritualmente nei momenti meno felici.
Nel 1905 è in Lombardia, conosce Boccioni e segue i corsi dell'Accademia di Brera di Milano, ma risiede a Monza dove si lega al gruppo di artisti che fino al 1909 vi danno vita al Coenobium.
È amico di Dudreville e con lui, nel 1906, si reca a Parigi. Qui si dedica all'incisione e conosce i principali artisti presenti nella capitale francese.
Viaggia ancora prima di rientrare in patria nel 1914; si arruola volontario nel Battaglione lombardo ciclisti.
Nel dopoguerra ha molte mostre che lo fanno conoscere e gli procurano l'invito alla Biennale di Venezia del 1920. Aderisce a Novecento, ma dal 1925 tende a distaccarsi dal gruppo per affiancare all'attività di artista quella di giornalista e di scrittore.
Nel 1930 vince il premio Viareggio con il volume Il pittore volante.
Si dedica anche all'arredo dei grandi piroscafi degli anni '30, pur continuando a prendere parte a mostre internazionali.
Gli anni della seconda guerra mondiale lo vedono come artista di guerra. Con l’incarico di documentare in pittura la vita dei militari, staziona a La Spezia e in vari luoghi del Golfo. Di questo periodo lascia importanti documentazioni artistiche.
Nel 1943 i bombardamenti su Milano gli distruggono lo studio e l'artista si trasferisce nella casa paterna di Monza.
Negli anni 1949-1950, partecipa alla costituzione dell'importante collezione Verzocchi, sul tema del lavoro, inviando, con un autoritratto, Il ponte sul Metauro; la Collezione oggi è conservata nella Pinacoteca Civica di Forlì.
Gli ultimi suoi anni sono segnati da un progressivo isolamento.
Muore a Monza nel 1955. Riposa nel Cimitero urbano.
La sua città natale, Fossombrone, conserva nella Quadreria Cesarini un consistente corpus di suoi dipinti delle varie fasi e maniere pittoriche.

## Premi e onorificenze
- 1914 – Medaglia d'argento per l'incisione
- 1927 – Medaglia d'oro per la Pubblica Istruzione
- 1930 – Premio Viareggio con Il pittore volante ex aequo con Lorenzo Viani[3]
- 1930 – Medaglia d'argento al Salon des Artistes françaises
- 1949 – Primo premio all'Angelicum per arte sacra

## Opere Principali

### Letteratura
- Croquis du Front Italien, Parigi, D'Alignan, 1917
- Marina a terra, Milano, Alfieri & Lacroix, 1918
- Finis Austriae, Cartella di dodici litografie, cm. 50 × 70, Milano, Alfieri & Lacroix, 1918
- Il pittore volante, Milano, Ceschina, 1930
- Paris qui bouge, Milano, Hoepli, 1938
- Il libro della Bigia : grembiulini neri e bianchi : racconti, Milano, Garzanti, 1942
- Marinai, Varese, Tip. A. Nicola e C., 1942
- Rime e assonanze, Milano, Gregoriana, 1951
- Picasso, Dufy, Modigliani, Utrillo,Milano, All'insegna del pesce d'oro, 1955
- Figure spagnole, Milano, Ceschina, 1955
- Ponte sul Metauro (postumo), Urbino, Istituto Statale d'Arte, 1959 (edizione limitata a 300 esemplari)
- Pane e luna (postumo), Urbino, Istituto Statale d'Arte, 1977

### Pittura

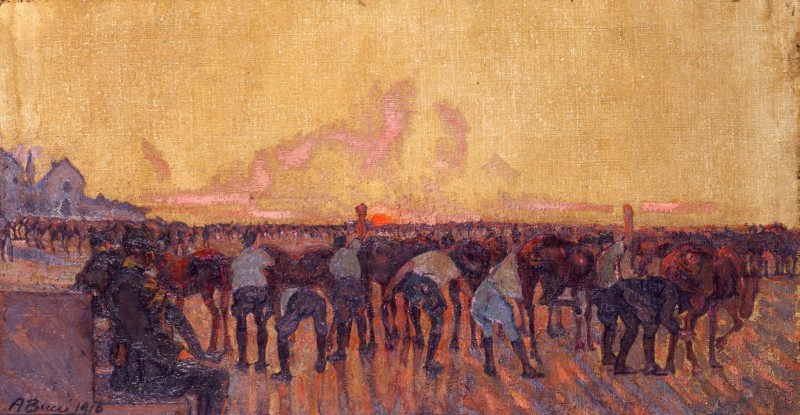
Il governo dei cavalli, 1916
Collezioni d'arte della Fondazione Cariplo

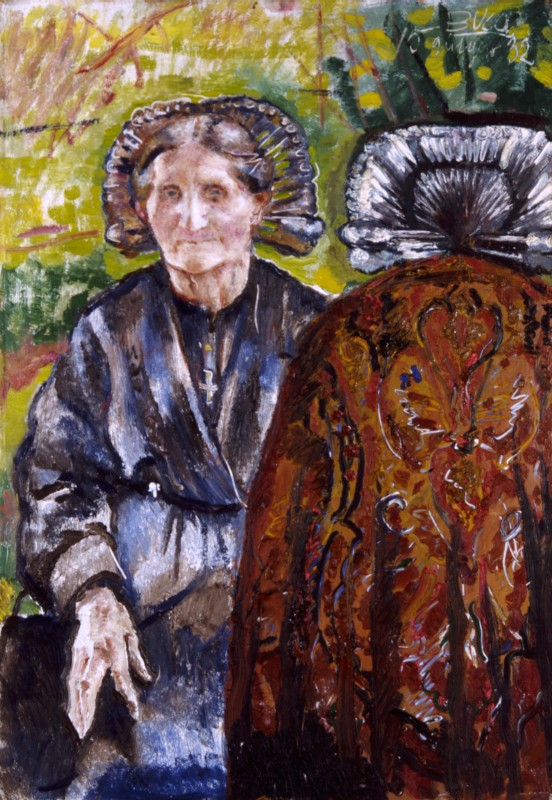
Sorelle brianzole, 1932
Collezioni d'arte della Fondazione Cariplo

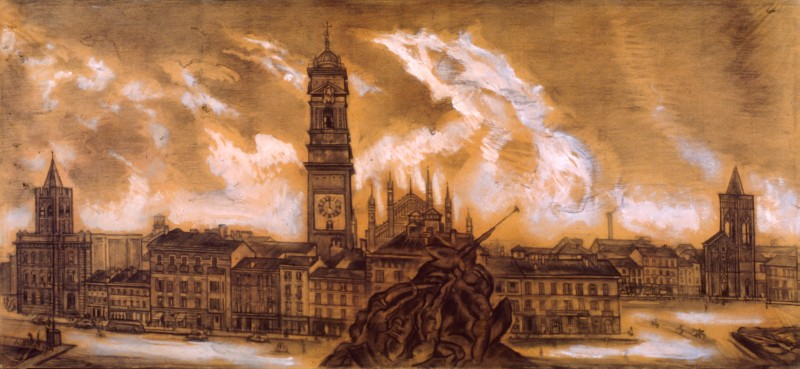
Monza, 1951,
Collezioni d'arte della Fondazione Cariplo

- Ritratto di Madame Narée (1909), olio su tela 80 × 60 cm – Galleria Ponte Rosso, Milano
- Piazza del mercato a Monza (1911), olio su tela 64 × 80 cm – Collezioni Civiche, Monza
- Boulevard Haussmann (1911), olio su tela 60 × 50 cm – Collezione privata
- La bottega araba (1913), olio su tela 78 × 42 cm – Museo della Permanente, Milano
- Sabato del villaggio (1914), olio su tela 90 × 115 cm – Collezione privata
- Quai des Grands Augustins (1914), olio su tela 60,5 × 78,5 cm – Collezioni Civiche, Monza
- Vecchio armadio verde (1914), olio su tela 42,5 × 34 cm – Collezione privata
- Il governo dei cavalli, 1916, Collezioni d'arte della Fondazione Cariplo

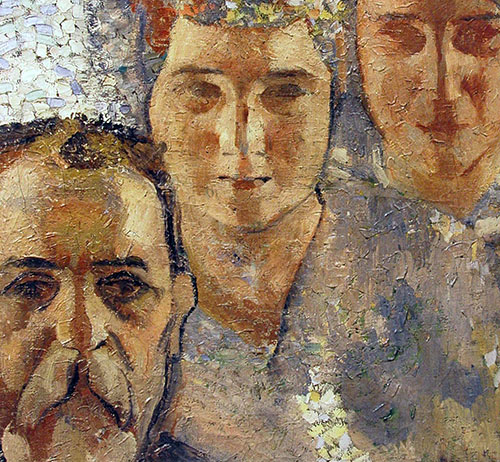
Mio padre e le mie sorelle, 1914

- Mio padre e le mie sorelle, 1914Il prigioniero croato (1916), olio su tela 100 × 31 cm – Collezioni Civiche, Monza
- Al balcone (1916), olio su tela 68 × 80 cm – Collezione privata
- Dal barbiere. Autoritratto (1916), olio su tela 99 × 76 cm – Collezione privata
- Il Liston di guerra (1918), olio su tela 60 × 80 cm – Museo Correr, Venezia
- Temporale di guerra (1918), olio su tela 58 × 78 cm – Collezione privata
- San Marco (1918), olio su tela 38,5 × 27,5 cm – Collezione privata
- I funerali di un anarchico (1919), olio su cartone telaio 71 × 122 cm – Quadreria Cesarini, Fossombrone
- Corvée della legna (1919), olio su tela 55 × 76 cm – Collezione privata
- La petite veuve (1919), olio su tela 73 × 60 cm – Collezione privata
- Gli amanti sorpresi (1920-21), olio su tela 82 × 110 cm – Quadreria Cesarini, Fossombrone
- Il lampo (1921), olio su tela 176 × 220 cm – Galleria Nazionale d'Arte Moderna, Roma
- Bagni a Fano (1921-23), olio su tela 106 × 120 cm – Collezione privata
- I pittori (1921-24), olio su tela 160 × 160 cm – Amministrazione provinciale di Pesaro e Urbino, Pesaro
- Brousson, Val d'Aosta: artiglieria da montagna (1922), olio su tela 50,5 × 61,5 cm – Collezione privata
- Ritratto della signora N (ritratto con collana)  (1922), olio su tela 72 × 60 cm – Collezione privata
- Uscita dall'arca (1924-26), olio su tela 200 × 200 cm – Civico Museo d'Arte Contemporanea, Milano
- La camera dell'aceto (1925), olio su tela 90 × 78 cm – Collezione privata
- Ritratto della signora Rapuzzi Guelta (1926-28), olio su tela 82,5 × 65 cm – Collezioni Civiche, Monza
- Il bevitore (1927), olio su tela 100 × 74,5 cm – Galleria d'Arte Moderna Ricci Oddi, Piacenza
- Per la Bigia (una rosa)  (1927), olio su tavola 44 × 35 cm – Collezione privata
- Autoritratto (1931), olio su tela 70,5 × 59,5 cm – Collezioni Civiche, Monza
- Praga, chiesa di St. Jacob (1931), olio su tela 74 × 63 cm – Collezione privata
- La volpe (1931), olio su tavola 67 × 50 cm – Collezione privata
- Il riposo della bibliotecaria (1932), olio su tavola 70 × 60 cm – Collezione privata
- Via della Sorbona a Parigi (1932), olio su tela 110 × 77 cm – Civico Museo d'Arte Contemporanea, Milano
- Sorelle brianzole, 1932, Collezioni d'arte della Fondazione Cariplo
- La Bigia (1933), olio su tela 65 × 52,5 cm – Collezione privata
- Studio di vecchia neve (1948), olio su tavola 51 × 60 cm – Collezione privata
- Sulla Spiaggia (1949), olio su tavola 40 × 45 cm – Collezione privata
- Il ponte sul Metauro (1949-1950) - Pinacoteca Civica di Forlì, Collezione Verzocchi
- Monza, 1951, Collezioni d'arte della Fondazione Cariplo
- Sulla neve (1954), olio su tavola 50 × 60 cm – Collezione privata
- Venezia in guerra 1918, olio su tela 61 x 71 cm;- Collezione privata

### Incisioni
- Ritratto del pittore Reni Pirola (1907), puntasecca, 379 × 220 mm
- Ritratto di Tony Tavò (1907), puntasecca, 695 × 550 mm
- Al sole (1908), puntasecca, 256 × 326 mm
- La parigina Tout l'Amour 1908 tempera e tecnica mista su cartoncino 650 × 500 mm firmato e datato in basso a destra; al verso del cartoncino titolo e riferimento a "Emporiumm" del 1926 (cfr Galleria D'Arte ANTOLOGIA Monza)
- Ritratto di Paola Masino (1931), carboncino su cartone, 690 x 500 - Collezione Alvise Memmo
- Place Blanche à Montmartre (1908?), puntasecca, 478 × 627 mm
- Rue Lepic (1908), puntasecca, 97 × 145 mm
- Callé et Maud (1908), puntasecca e acquatinta, 437 × 499 mm
- Madame Pirola e sua figlia (1908), puntasecca e acquatinta, 382 × 498 mm
- Ritratto di Julien Callé (1908), puntasecca, 498 × 349 mm
- Ritratto di Marcel Seheur (1908), puntasecca, 492 × 295 mm
- Ritratto di M. Lank (1909), puntasecca, 398 × 298 mm
- Il poeta Raveaud (1909), puntasecca e acquatinta, 337 × 282 mm
- Mytha (1909), puntasecca e acquatinta, 498 × 350 mm
- Madame Hemmings (1909), puntasecca e acquatinta, 498 × 350 mm
- Paris. Le sette vacche grasse (1909), puntasecca, 278 × 301 mm
- I pescatori della Senna (1909), puntasecca, 327 × 475 mm
- Quattordici luglio Place du Tertre à Montmartre (1911), puntasecca, 448 × 598 mm
- Cavalli a Montmartre (1914), puntasecca, 270 × 340 mm
- Troupeaux au Bois de Boulogne (1914), puntasecca, 370 × 491 mm
- Alpino che striscia (1915), puntasecca e acquatinta, 327 × 250 mm
- L'americana (1918), puntasecca e acquatinta, 495 × 365 mm
- Madame Haasen (1920), puntasecca, 395 × 395 mm
- Duomo di Milano (1925), puntasecca e acquatinta, 496 × 590 mm
- Quattordici luglio alla Porte St. Martin (1929), puntasecca e acquatinta
- Trulli a Martina Franca (1941), puntasecca, 241 × 332 mm
- Zoccolanti (1954), puntasecca, 248 × 311 mm
- Risaia (1954), puntasecca, 116 × 208 mm